# 5318 Dientzenhofer
5318 Dientzenhofer eller 1985 HG1 är en asteroid i huvudbältet som upptäcktes den 21 april 1985 av den tjeckiske astronomen Antonín Mrkos vid Kleť-observatoriet i Tjeckien. Den är uppkallad efter arkitekten Christoph Dientzenhofer och hans son Kilian Ignaz Dientzenhofer.
Asteroiden har en diameter på ungefär 6 kilometer och den tillhör asteroidgruppen Flora.